# 索尔西-圣马丹
索尔西-圣马丹（法語：Sorcy-Saint-Martin，法語發音：[sɔʁsi sɛ̃ maʁtɛ̃]）是法国默兹省的一个市镇，属于科梅尔西区。该市镇于1790-1794年间由索尔西（Sorcy）和圣马丹（Saint-Martin）合并而成。

## 地名
法语人名在日常人名译名以及《世界人名翻譯大辭典》、《法语姓名译名手册》等主流人名译名类书籍资料中多译作“马丁”，不过在《世界地名翻译大辞典》、《世界地名译名词典》和《法国地图册》等主流地名译名类书籍资料中多译作“马丹”。

## 地理
索尔西-圣马丹（48°42'42"N, 5°38'0"E）面积21.72 平方千米，位于法国大東部大區默兹省，该省份为法国西北部内陆省份，北与比利时接壤，西接马恩省和阿登省，南至上马恩省和孚日省，东临默尔特-摩泽尔省。
与索尔西-圣马丹接壤的市镇（或旧市镇、城区）包括：厄维尔、布克、特鲁塞、瓦-瓦孔、拉讷维尔欧吕。
索尔西-圣马丹的时区为UTC+01:00、UTC+02:00（夏令时）。

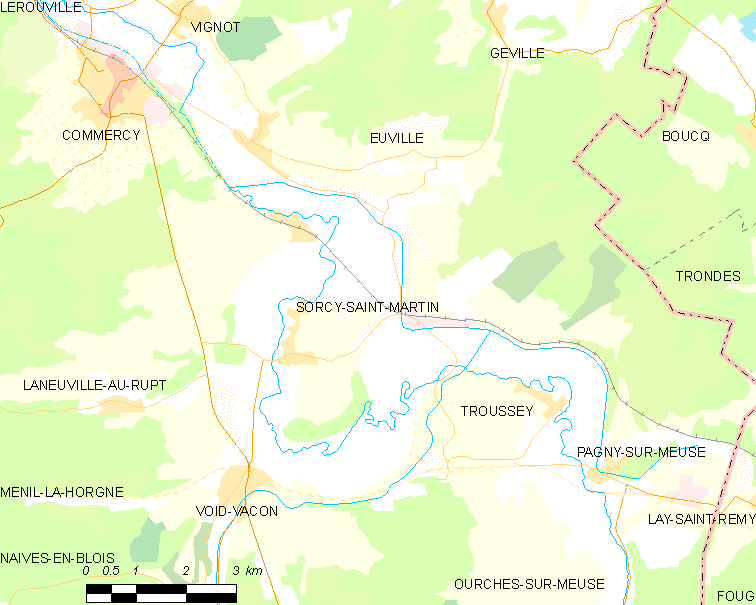
索尔西-圣马丹的OSM定位图

## 行政
索尔西-圣马丹的邮政编码为55190，INSEE市镇编码为55496。

## 政治
索尔西-圣马丹所属的省级选区为沃库勒尔县。

## 人口

1962-2008年间索尔西-圣马丹人口变化图示

索尔西-圣马丹于2022年1月1日时的人口数量为1044人。